# Maytenus theoides
Maytenus theoides là một loài thực vật có hoa trong họ Dây gối. Loài này được Urb. mô tả khoa học đầu tiên.